# Aramäische Schrift
Die aramäische Schrift wurde von den Aramäern für ihre aramäische Sprache um 900 v. Chr. aus der phönizischen Schrift entwickelt und legte den Grundstock für die meisten anderen semitischen Schriften. Sie war im Raum von Kleinasien bis Indien verbreitet. Zur Verschriftlichung nutzt man heutzutage Abkömmlinge der Schrift (arabisch, hebräisch, syrisch, mandäisch usw.).

## Geschichte

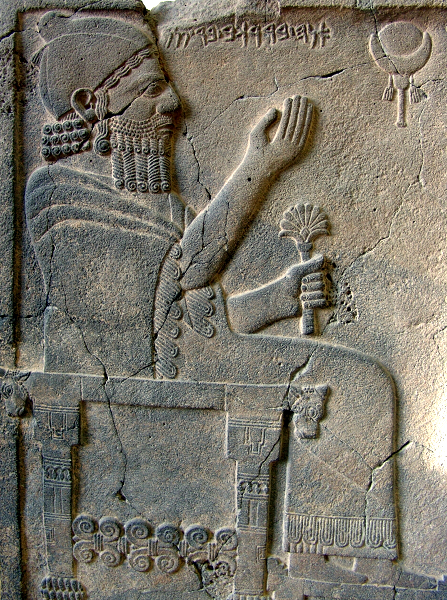
Relief des Bar-Rakib (8. Jahrhundert v. Chr.) mit altaramäischer Inschrift: „Ich bin Barrakib, Sohn des Panamu(wa)“

Die älteste nachweisbare Sprachstufe des Aramäischen, das Altaramäische, ist inschriftlich seit dem 10. Jahrhundert v. Chr. belegt. Dafür fand zunächst die phönizische Schrift Verwendung, beispielsweise für die Inschrift Zakkurs von Hamath oder die Inschriften des Bar-Rakib von Samʼal aus dem 8. Jahrhundert v. Chr. Erst allmählich entwickelte sich eine eigene aramäische Schrift, die schließlich im Achämenidenreich allgemeine Verbreitung fand.

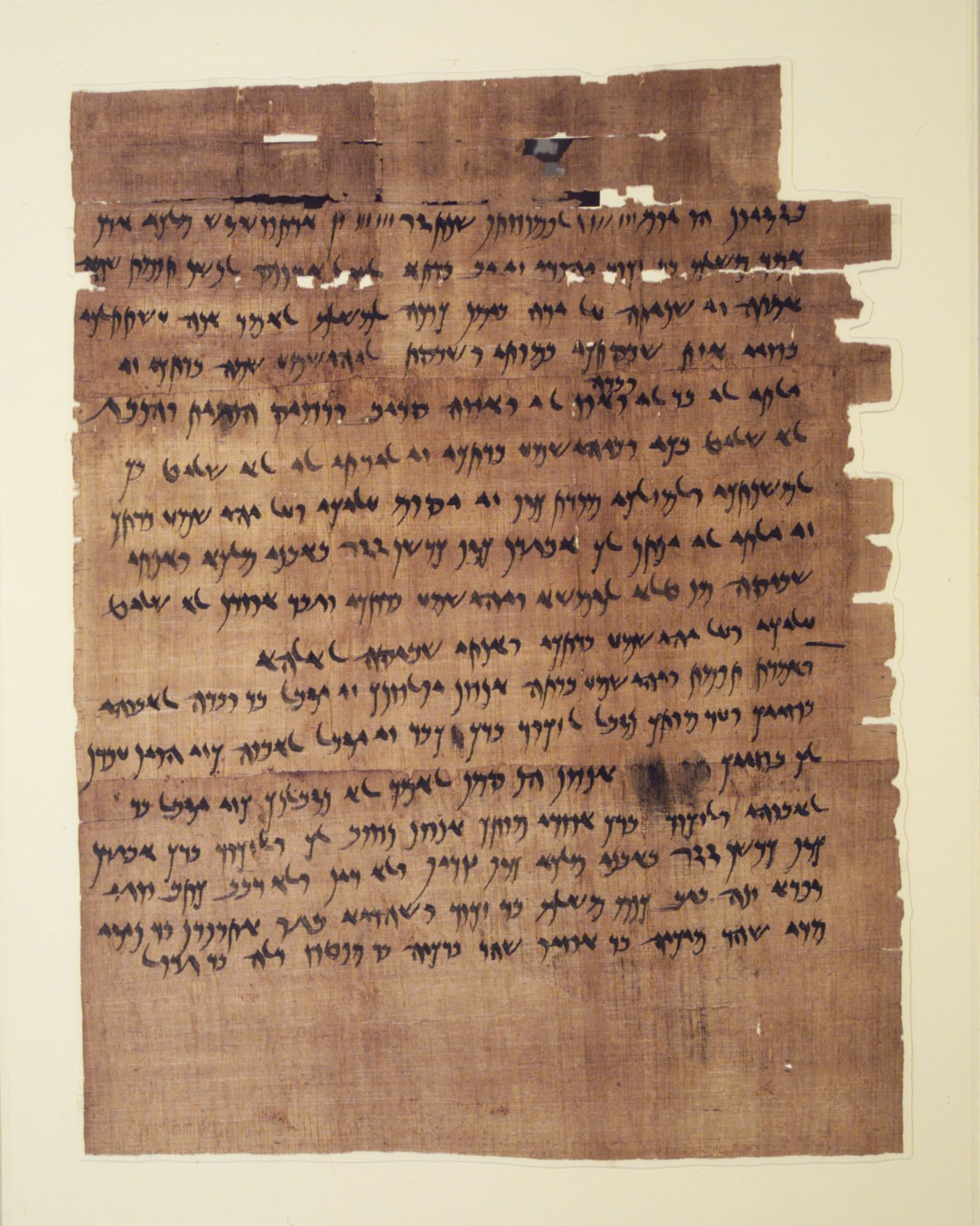
Reichsaramäischer Papyrus (427 v. Chr.) aus Elephantine, der testamentarisch die Freilassung zweier Sklavinnen bestimmt. Der Text beginnt: „Am 20. Siwan, das ist der 7. Tag des Phanemoth, im Jahr 38 des Königs Artaxerxes…“

Die ältesten erhaltenen aramäischen Papyri sind auf der oberägyptischen Nilinsel Elephantine gefunden worden, also am äußersten Rand des achämenidischen Herrschaftsgebietes. Dort befand sich u. a. eine jüdische Militärkolonie. Die Elephantine-Papyri enthalten literarische Texte, Briefe und privatrechtliche Verträge aus dem 5.–4. Jahrhundert v. Chr. und sind im sogenannten Reichsaramäisch abgefasst. Die aramäische Schrift ist dort bereits voll entwickelt.

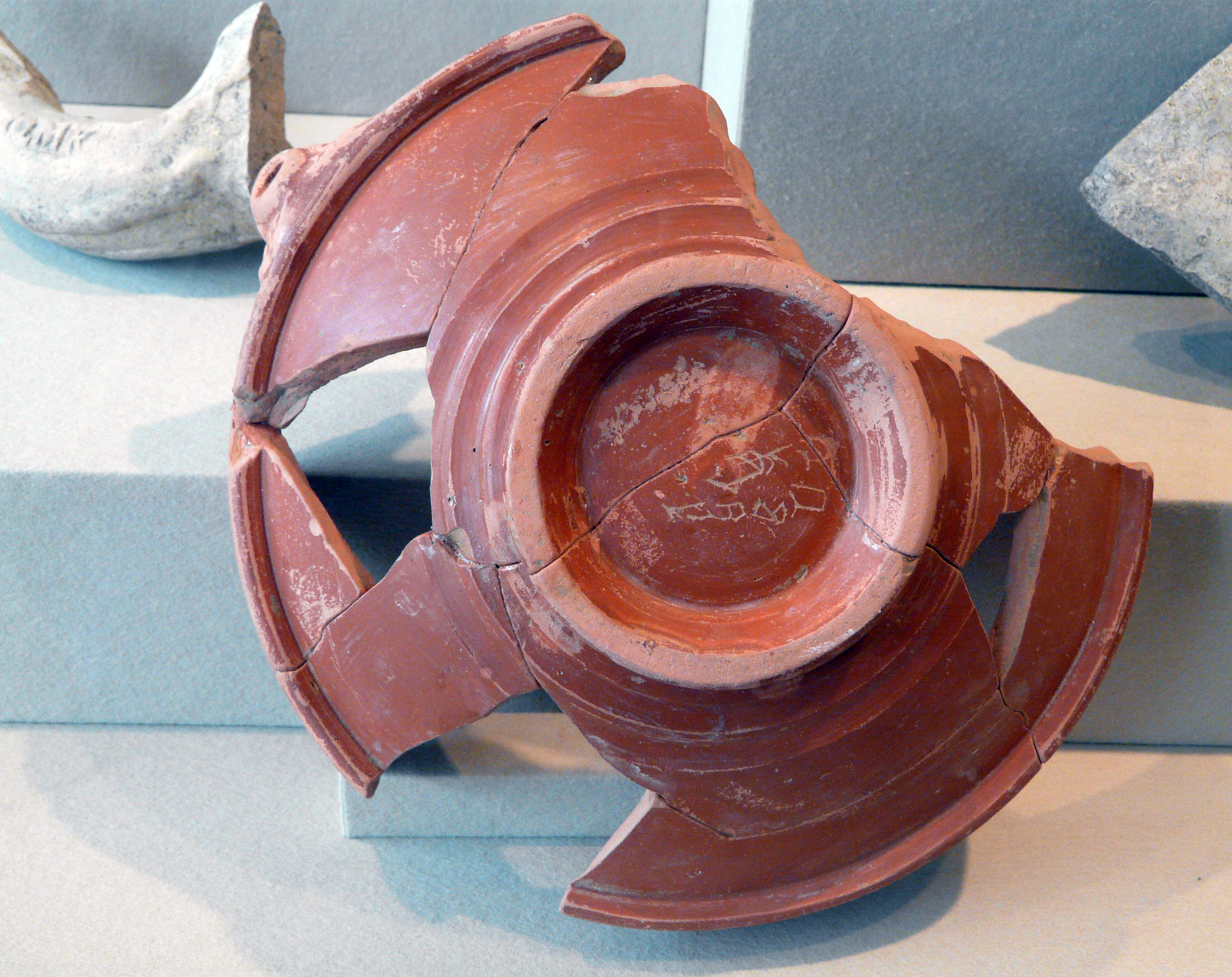
Ritzinschrift auf Terra Sigillata aus dem römischen Gelduba in aramäischer Schrift,
Museum Burg Linn, Krefeld

Die aramäische Schrift behält bis um die Wende des 3. und 2. Jahrhunderts v. Chr. im größten Teil Vorderasiens eine sehr einheitliche Form. Von da an spaltet sie sich, begünstigt durch die politische Zersplitterung, die zur Bildung verschiedener politischer und kultureller Sondergemeinschaften führte, in mehrere Zweige, die ihre völlig eigene, z. T. sehr bedeutsame Entwicklung nahmen. Dieses sind die hebräische, syrische und nabatäische Schrift (aus der sich auch die arabische Schrift gebildet hat).

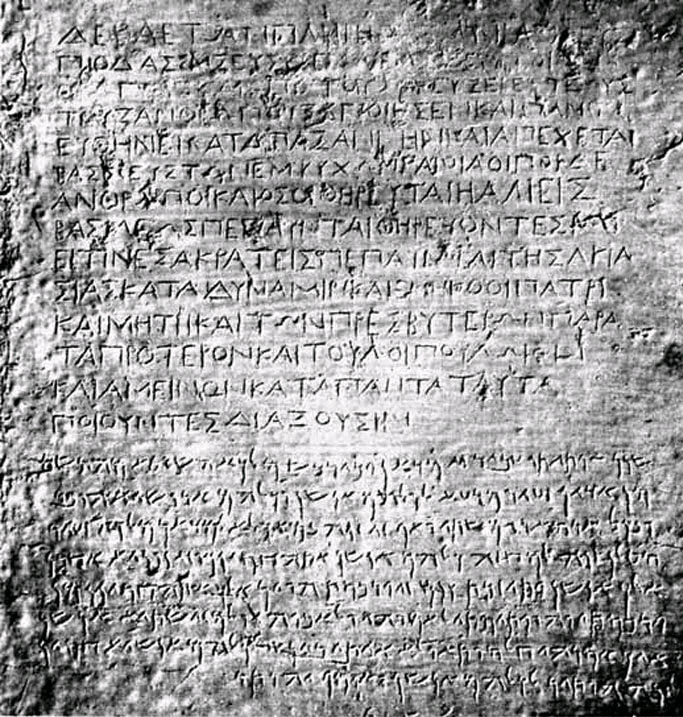
Zweisprachige Inschrift Ashokas in Griechisch (oben) und Aramäisch (unten) aus dem 3. Jahrhundert v. Chr.

Ebenfalls aus dem Aramäischen gingen die mandäische Schrift und die altindische Kharoshthi-Schrift hervor. Die Ursprünge der Brahmi-Schrift, von der die heutigen indischen Schriften abstammen, sind ungeklärt, es ist aber wahrscheinlich, dass sie entweder direkt von der aramäischen Schrift abstammt oder nach deren Vorbild geschaffen wurde. In den Inschriften des Ashoka aus dem 3. Jahrhundert v. Chr. wird die aramäische neben den genannten indischen Schriften verwendet.
Erst seit dem 7. Jahrhundert n. Chr. wich die aramäische Sprache und Schrift langsam vor dem Arabischen zurück. In Sprachinseln hat sie sich länger lediglich im Libanon, Syrien, Irak, der Türkei und im Iran erhalten (siehe: Syrische Sprache).

## Alphabet
| Aramäische Schrift | Aramäische Schrift | Aramäische Schrift | Abgeleitete semitische Schriften | Abgeleitete semitische Schriften | Abgeleitete semitische Schriften | Abgeleitete semitische Schriften | IPA       | Indische Schriften | Indische Schriften | IPA               |
| Name               | Zeichen            | Unicode            | Hebräisch                        | Nabatäisch                       | Syrisch                          | Arabisch                         | IPA       | Kharosthi          | Brahmi             | IPA               |
| ------------------ | ------------------ | ------------------ | -------------------------------- | -------------------------------- | -------------------------------- | -------------------------------- | --------- | ------------------ | ------------------ | ----------------- |
| Ālap               |                    | 𐡀                  | א                                |                                  | ܐ                                | ا                                | ʔ; aː, eː | 𐨀                  | 𑀅, 𑀆               | ə, aː             |
| Bēth               |                    | 𐡁                  | ב                                |                                  | ܒ                                | ﺏ                                | b, v      | 𐨦 ,𐨧               | 𑀩, 𑀪               | b, bʰ             |
| Gāmal              |                    | 𐡂                  | ג                                |                                  | ܓ                                | ﺝ                                | ɡ, ɣ      | 𐨓 ,𐨒               | 𑀕, 𑀖               | ɡ, gʰ             |
| Dālath             |                    | 𐡃                  | ד                                |                                  | ܕ                                | د, ذ                             | d, ð      | 𐨢 ,𐨡               | 𑀤, 𑀥               | d, dʰ             |
| Hē                 |                    | 𐡄                  | ה                                |                                  | ܗ                                | ﻩ                                | h         |                    | 𑀚, 𑀛               | ɟ, ɟʰ             |
| Waw                |                    | 𐡅                  | ו                                |                                  | ܘ                                | ﻭ                                | w; uː, oː | 𐨬                  | 𑀯; 𑀉, 𑀊, 𑀑, 𑀒      | v; u, uː, oː, aːu |
| Zain               |                    | 𐡆                  | ז                                |                                  | ܙ                                | ﺯ                                | z         | 𐨝 ,𐨜               | 𑀟, 𑀠               | ɖ, ɖʰ             |
| Ḥēth               |                    | 𐡇                  | ח                                |                                  | ܚ                                | ﺡ, ﺥ                             | ħ, χ      | 𐨱                  | 𑀳                  | h                 |
| Ṭēth               |                    | 𐡈                  | ט                                |                                  | ܛ                                | ﻁ, ﻅ                             | tˤ, ðˁ/zˁ | 𐨛 ,𐨚               | 𑀝, 𑀞               | ʈ, ʈʰ             |
| Yodh               |                    | 𐡉                  | י                                |                                  | ܝ                                | ي                                | j; iː, eː | 𐨩                  | 𑀬; 𑀇, 𑀈            | j; i, iː          |
| Kāp                |                    | 𐡊                  | כ                                |                                  | ܟ                                | ﻙ                                | k, x      | 𐨑 ,𐨐               | 𑀓, 𑀔               | k, kʰ             |
| Lāmadh             |                    | 𐡋                  | ל                                |                                  | ܠ                                | ﻝ                                | l         | 𐨫                  | 𑀮; 𑀴               | l, ɭ              |
| Mem                |                    | 𐡌                  | מ                                |                                  | ܡ                                | ﻡ                                | m         | 𐨨                  | 𑀫                  | m                 |
| Nun                |                    | 𐡍                  | נ                                |                                  | ܢ                                | ﻥ                                | n         | 𐨞 ;𐨣               | 𑀦; 𑀡               | n, ɳ              |
| Semkath            |                    | 𐡎                  | ס                                |                                  | ܣ                                |                                  | s         | 𐨯                  | 𑀲                  | s                 |
| ʿĒ                 |                    | 𐡏                  | ע                                |                                  | ܥ                                | ﻉ, ﻍ                             | ʕ         |                    | 𑀏, 𑀐               | eː, aːi           |
| Pē                 |                    | 𐡐                  | פ                                |                                  | ܦ                                | ﻑ                                | p/f       | 𐨥, 𐨤               | 𑀧, 𑀨               | p, pʰ             |
| Ṣādhē              | ,                  | 𐡑                  | צ                                |                                  | ܨ                                | ﺹ, ﺽ                             | sˤ, dˁ    | 𐨖 ,𐨕               | 𑀘, 𑀙               | c, cʰ             |
| Qop                |                    | 𐡒                  | ק                                |                                  | ܩ                                | ﻕ                                | q         | 𐨙 ,𐨲               | 𑀗, 𑀜               | q/ŋ, ɲ            |
| Rēsh               |                    | 𐡓                  | ר                                |                                  | ܪ                                | ﺭ                                | r         | 𐨪                  | 𑀭                  | r                 |
| Shin               |                    | 𐡔                  | ש                                |                                  | ܫ                                | ﺱ, ﺵ                             | s, ʃ      | 𐨮 ,𐨭               | 𑀰, 𑀱               | ɕ, ʂ              |
| Taw                |                    | 𐡕                  | ת                                |                                  | ܬ                                | ﺕ, ﺙ                             | t, θ      | 𐨠 ,𐨟               | 𑀢, 𑀣               | t, tʰ             |

## Verbreitung

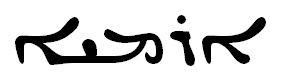
Das Wort „aramäisch“ in ostsyrischer Schrift, in syrischer Sprache

Die aramäische Schrift hat unter den nordwestsemitischen Schriften die weiteste Verbreitung gefunden. Seit 900 v. Chr. wurde sie im Zuge der Verwendung der aramäischen Sprache als Lingua franca in Babylonien, Assyrien (Akkadisch), Syrien und Palästina gebraucht. Sie hat sich in verschiedene Zweige gespalten, von denen viele bis heute erhalten geblieben sind, darunter die arabische Schrift und die hebräische Schrift. In der Spätantike war das Aramäische (in Form des „Syrischen“) die wichtigste Sprache der orientalischen Christen und wurde als Verkehrssprache bis nach China getragen.
Das Alte Testament wurde ursprünglich hauptsächlich auf Hebräisch, aber zu kleineren Teilen auch auf Aramäisch verfasst. Diese sind Esra 4,8–6,18 ; 7,12–26 ; Jer 10,11  und Dan 2,4b–7,28 .